# Jesus från Hökarängen
Jesus från Hökarängen är en svensk dramakomedifilm från 2003 i regi av Mikeadelica. I rollerna ses bland andra Valerio Amico, Amir Chamdin och Moa Gammel.

## Rollista
- Valerio Amico – Collin
- Amir Chamdin – Leo
- Moa Gammel – Daniela
- Kalle Josephson – Thomas
- Gudmar Klöving – Anders
- Annika Lagermyr – Caroline
- Mikael Perlitz – Tom

## Om filmen
Jesus från Hökarängen producerades av Teza Holmberg för Flatfish Harakiri. Filmen fotades av Adam Frisch och premiärvisades 2003.